# Клеон (політик)
Кле́он (грец. Κλέων) (бл. 470 до н. е. — 422 до н. е., Амфіполіс) — давньогрецький політичний діяч, ватажок найрадикальнішого крила афінської рабовласницької демократії — демагог. У добу Пелопоненнеської війни — стратег.

## Біографія
Походив із торгово-ремісничих верств демосу (власник шкіряного підприємства). На політичній арені Клеон вперше виступив у 430 до н. е. як противник Перикла, а після його смерті (429 до н. е.) як противник вождя помірно-демократичної угруповання Нікія.
Політичного впливу Клеон досяг проведенням заходів, популярних в середовищі радикальної демократії: збільшення платні членам геліеї, введення ейсфори (надзвичайного військового податку з багатих громадян), збільшення вдвічі фороса (податку з союзників), виведення клерухій на землі союзників (наприклад, на Лесбос), зміцнення ролі Афін у Делосському союзі і придушення невдоволення союзників нещадними репресіями (розправа над Мітиленою, що 428 до н. е. повстала проти Афін).
Клеон був поборником активізації військових дій проти Спарти та її союзників, сам брав участь у Пелопоннеській війні 431—404 як стратег. 425 до н. е. разом з Демосфеном оволодів о. Сфактерія, в 422 керував військовими діями проти спартанського полководця Брасіда у Фракії, але зазнав поразки і загинув у битві під Амфіполісом).
Усі відомості та згадки, що дійшли донині про Клеона, належать античним авторам з табору його політичних супротивників.